# Malubiting
De Malubiting is een 7458 meter hoge berg in de Pakistaanse Karakoram, die onderdeel is van het Rakaposhi-Haramoshmassief. De Malubiting ligt in het midden van dit massief en is na de 40 km verder naar het westen gelegen Rakaposhi (7788 m) de hoogste top ervan.
In het zuiden zit de Malubiting vast aan Laila Peak (6069 m) en Haramosh (7390 m). Ten noorden van de Malubiting ligt de Spantik (7027 m). In het zadel tussen de twee bergen ontspringt de Chogolungmagletsjer, die naar het oosten stroomt. Deze gletsjer scheidt de Rakaposhi-Haramoshgroep van de Spantik-Sosbungroep in het noorden. Beide ketens zijn onderdeel van de zogenaamde "Kleine Karakoram".
De Malubiting werd voor het eerst beklommen door een Oostenrijkse expeditie op 23 augustus 1971.